# Charles-Zachée-Joseph Varlet
Pour les articles homonymes, voir Varlet.
Charles-Zachée-Joseph Varlet, né à Saint-Omer (comté d'Artois, actuel département du Pas-de-Calais) le 6 mai 1733, mort à Hesdin (département du Pas-de-Calais) le 19 mars 1811, est un militaire et un homme politique de la Révolution française.

## Biographie
Charles-Zachée-Joseph Varlet est ingénieur militaire, lieutenant-colonel du génie et maire de la commune d'Hesdin lorsqu'il est élu premier suppléant du département du Pas-de-Calais à la Convention nationale en septembre 1792. Il est amené à siéger à la faveur du désistement de Maximilien Robespierre qui opte pour la députation de Paris.
Varlet siège du côté de la Gironde. Lors du procès de Louis XVI, il vote la détention durant la guerre et le bannissement sous peine de mort et demande l'appel au peuple ainsi que le sursis à l'exécution. Il vote en faveur de la mise en accusation de Marat et en faveur du rétablissement de la Commission des Douze. Signataire de la protestation contre les journées du 31 mai et du 2 juin, il est décrété d'arrestation par Amar au nom du Comité de Sûreté générale le 3 octobre 1793. Il est libéré de prison et réintégré à la Convention le 18 frimaire an III (8 décembre 1794).
Sous le Directoire, Varlet est réélu député au Conseil des Anciens. Il y siège deux ans, n'intervenant que pour faire ratifier un traité signé avec le duc de Wurtemberg.
Son mandat prend fin en 1797, date à laquelle il se retire de la vie politique.
Il meurt à 77 ans en 1811.

## Sources
1. ↑  Archives parlementaires de 1787 à 1860, Première série, tome 52, p. 54.
2. ↑  Archives parlementaires de 1787 à 1860, Première série, tome 62, séance du 13 avril 1793, p. 71.
3. ↑  Archives parlementaires de 1787 à 1860, Première série, tome 65, séance du 28 mai 1793, p. 534.
4. ↑  Archives parlementaires de 1787 à 1860, Première série, tome 75, séance du 3 octobre 1793, p. 521.
5. ↑  Archives parlementaires de 1787 à 1860, Première série, tome 103, séance du 18 frimaire an III (8 décembre 1794), p. 213.

- « Charles-Zachée-Joseph Varlet », dans Adolphe Robert et Gaston Cougny, Dictionnaire des parlementaires français, Edgar Bourloton, 1889-1891 [détail de l’édition]